# Unterlunkhofen
Unterlunkhofen (schweizerdeutsch: ˈundərluŋkˌχɔfə) ist eine Einwohnergemeinde im Schweizer Kanton Aargau. Sie gehört zum Bezirk Bremgarten und liegt im Reusstal.

## Geographie

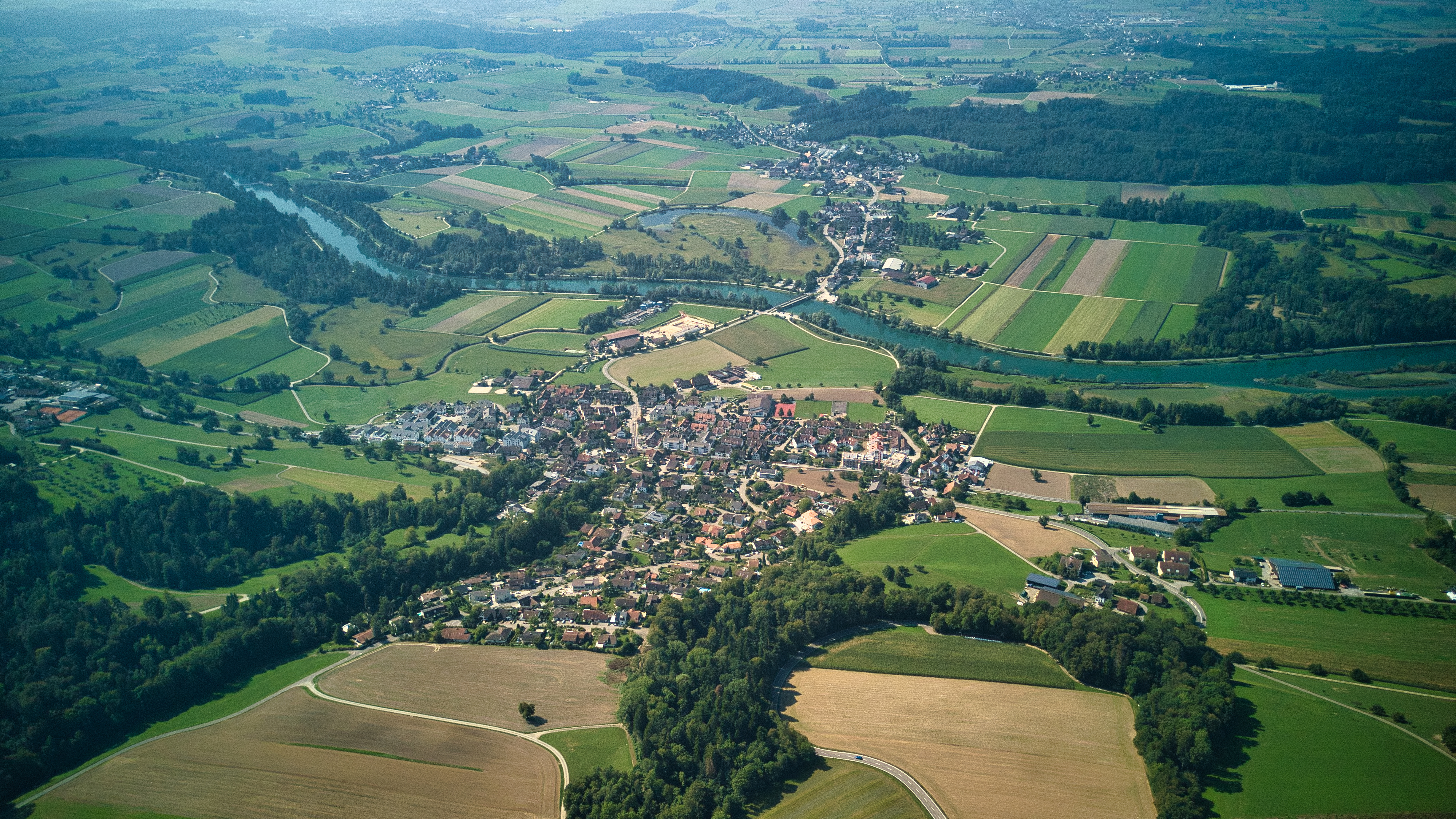
Luftaufnahme Unterlunkhofen (im Hintergrund Rottenschwil), 2023

Das lang gestreckte Gemeindegebiet liegt zwischen der Reuss (die hier in nordwestlicher Richtung fliesst) und dem südwestlichen Abhang des Holzbirrlibergs. Das Dorfzentrum liegt dabei fast an der südlichen Grenze, etwa einen halben Kilometer nördlich davon der Weiler Huserhof (425 m ü. M.). Etwa anderthalb Kilometer nordwestlich befindet sich der Weiler Geisshof (381 m ü. M.), der Weiler Berghof (518 m ü. M.) einen Kilometer östlich und der Weiler Erlihof (493 m ü. M.) rund 1,2 Kilometer südöstlich. Die Reuss, welche die westliche Gemeindegrenze bildet, ist in diesem Bereich ein beinahe stehendes Gewässer, da sie weiter nördlich beim Kraftwerk Bremgarten-Zufikon gestaut wird. In sie münden der Arnerbach und der Ziegelbach. Auf dem Gebiet von Unterlunkhofen liegt der ein Kilometer lange und bis zu 300 Meter breite Flachsee. Er wurde in den 1970er Jahren künstlich geschaffen, ist ein idealer Lebensraum für bedrohte Vogel- und Amphibienarten und steht unter Naturschutz. Rund um den See, der fünf Inseln aufweist, erstrecken sich Schilfgürtel und Sümpfe.
Die Fläche des Gemeindegebiets beträgt 449 Hektaren, davon sind 118 Hektaren mit Wald bedeckt und 45 Hektaren überbaut. Der höchste Punkt befindet sich auf 582 m ü. M. im Gebiet Bärhau nordöstlich des Dorfes, der tiefste auf 380 m ü. M. an der Reuss. Nachbargemeinden sind Oberwil-Lieli im Norden, Arni im Osten, Oberlunkhofen im Süden, Rottenschwil im Westen sowie Bremgarten und Zufikon im Nordwesten.

## Geschichte
Die Gegend um den Weiler Geisshof war bereits während der Jungsteinzeit besiedelt. Im Bärhau, einem rund anderthalb Kilometer östlich des Dorfes gelegenen Waldstück, befindet sich der grösste bisher in der Schweiz entdeckte Friedhof der frühen Eisenzeit. Die aus der Hallstatt-Periode (ca. 7. Jahrhundert v. Chr.) stammende Nekropole umfasst 63 Grabhügel. Diese wurden Ende des 19. Jahrhunderts genauer erforscht, dabei fand man diverse Grabbeigaben. Der grösste Hügel, auf dem drei Menhire stehen, ist etwa vier Meter hoch und besitzt einen Durchmesser von 30 Metern.

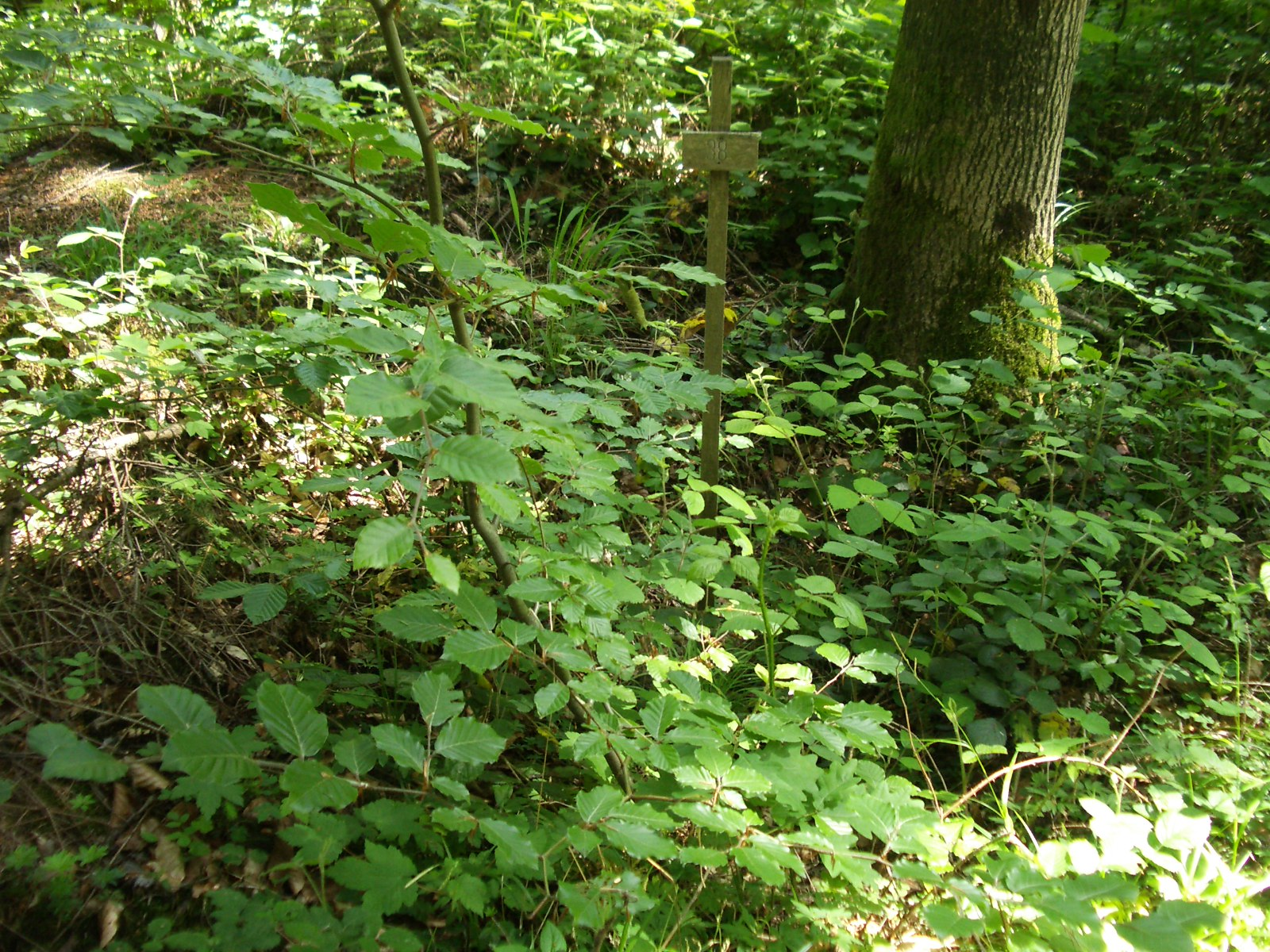
Keltengrab Nr. 38 im Bärhau

Im Gebiet Lunkhoferacker fand ein Bauer im Jahr 1890 zwei bestens erhaltene römische Mosaikfussböden. Durch die Kantonsregierung finanziell unterstützt, wurden sie untersucht und gehoben. Mit Ausnahme einzelner Sondierbohrungen sind die übrigen Teile des Gutshofes bis heute nicht untersucht worden. Die Mosaiken stellen Meerestiere und quadratische Muster dar, sie sind heute im Historischen Museum im Landvogteischloss Baden ausgestellt.
Die erste urkundliche Erwähnung von Lunchunft erfolgte im Jahr 853 (überliefert in einer Kopie des 11. Jahrhunderts). Damals schenkte ein Priester seinen Hof dem neu gegründeten Kloster St. Leodegar in Luzern. Später gehörte der Oberlunkhofen, Unterlunkhofen, Jonen und Arni-Islisberg umfassende Kelnhof dem Kloster Murbach im Elsass. Eine inzwischen überholte Theorie nahm an, der Ortsname stamme von einem gallorömischen Lundacumbeta, einem «Hochtälchen an der Lunda» (Lunda könnte eine in der Antike verwendete Namensform für die Reuss gewesen sein). Durch Lautverschiebung sei daraus ein althochdeutsches Lundgumwt und ein mittelhochdeutsches Lunchhof («bei den Höfen an der Lunda») entstanden. Eine neue Deutung geht von einem lateinischen Longus Campus bzw. romanischen Longocampo («langes Feld») aus, welches sich über die althochdeutsche Form Lungochampfo zu einem ebenfalls althochdeutschen Lungchumpft wandelte (Nebensilbenschwund, Nebensilbenangleichung, Sprosslaut -t am Wortende analog zu den Ortsnamen Küsnach-t oder Biberis-t). Die Endung -chunft bzw. -kunft der ersten schriftlichen Belege begann jedoch schon Ende des 13. Jahrhunderts einem plausibler klingenden -hofen zu weichen.
1291 kaufte Rudolf I. den Kelnhof, auch die Stadt Luzern und 15 weitere Dörfer gelangten für 2000 Mark Silber in den Besitz der Habsburger. Diese Transaktion war eine der Ursachen, dass die drei Urkantone die Eidgenossenschaft gründeten. Nachdem der Kelnhof verwaltungstechnisch zuerst zum Freiamt Affoltern gehört hatte, bildete er zwanzig Jahre später ein eigenes Amt, das so genannte Kelleramt. 1415 eroberte die Stadt Zürich das Kelleramt und übernahm von den Habsburgern die Blutgerichtsbarkeit. Die niedere Gerichtsbarkeit war bereits seit 1410 im Besitz der Stadt Bremgarten, die 1482 ihren Einflussbereich auch auf den Huserhof ausdehnte. 1529 wurde die Bevölkerung von Oberlunkhofen reformiert, musste aber 1531 nach dem Zweiten Kappelerkrieg wieder zum Katholizismus übertreten. 1673 ist erstmals ein Schulmeister belegt, der vermutlich das ganze Kelleramt unterrichtete; spätestens 1798 besass Unterlunkhofen eine eigene Schule.
In der Nacht vom 27. auf den 28. März 1792 zerstörte ein Grossbrand weite Teile des Dorfes. 36 Haushaltungen mit 229 Personen verloren ihr Hab und Gut, nur vier Häuser blieben verschont. 1797, ein Jahr vor dem Zusammenbruch der alten Herrschaftsverhältnisse, verkaufte Bremgarten seine Rechte an die Dorfgemeinschaften. Nach der Eroberung der Schweiz durch die Franzosen und der Ausrufung der Helvetischen Republik im März 1798 wurde das Kelleramt aufgelöst, und es entstanden die vier Gemeinden Ober- und Unterlunkhofen, Jonen und Arni-Islisberg. Diese gehörten zunächst zum kurzlebigen Kanton Baden und gelangten 1803 zum Kanton Aargau; die Bewohner hatten zunächst allerdings einen Anschluss an Zug oder Zürich favorisiert. Seit 1823 gehören auch die ehemaligen Steckhöfe Huserhof und Geisshof zur Gemeinde Unterlunkhofen. Bis weit ins 20. Jahrhundert hinein blieb Unterlunkhofen ein bescheidenes Bauerndorf. Bis 1980 stagnierte die Einwohnerzahl bei knapp unter 400. Dann setzte jedoch aufgrund der Nähe zur Stadt Zürich eine rege Bautätigkeit ein, und die Einwohnerzahl stieg innerhalb von vier Jahrzehnten um das Dreieinhalbfache an.

## Sehenswürdigkeiten

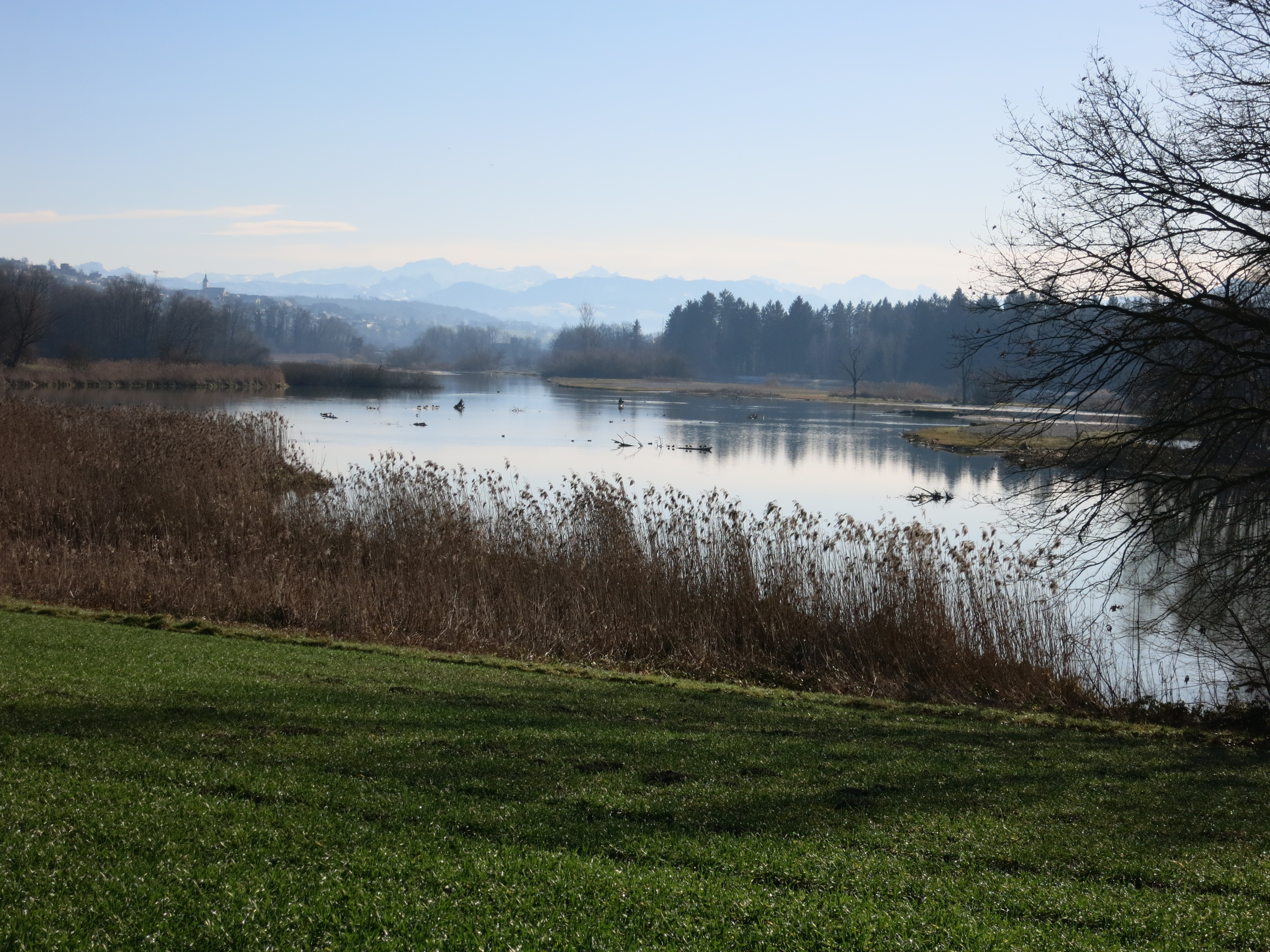
Flachsee zwischen Unterlunkhofen und Rottenschwil

## Wappen
Die Blasonierung lautet: «Fünfmal geteilt von Weiss und Blau, überdeckt von rotem Pfahl.» Das seit 1929 von der Gemeinde geführte Wappen geht auf das Siegel des Edelknechts Hugo von Lunkhofen zurück, das aus dem Jahr 1255 stammt. Es stellt symbolisch die Hauptstrasse (rot) sowie die drei Bäche (blau) Schwarzbächli, Arnibach und Wydenbächli dar, die das Wohngebiet durchqueren. Das Zürcher Dorf Zwillikon führt ebenfalls das Wappen der Herren von Lunkhofen, mit dem Unterschied, dass der Schild weiss-schwarz geteilt ist. Das Wappen findet sich auch im Rittersaal des Hauses «zum Loch» in Zürich.

## Bevölkerung
Die Einwohnerzahlen entwickelten sich wie folgt:
| Jahr      | 1850 | 1900 | 1930 | 1950 | 1960 | 1970 | 1980 | 1990 | 2000 | 2010 | 2020 |
| Einwohner | 442  | 364  | 345  | 379  | 368  | 371  | 400  | 761  | 1227 | 1289 | 1499 |

Am 31. Dezember 2023 lebten 1629 Menschen in Unterlunkhofen, der Ausländeranteil betrug 14,5 %. Bei der Volkszählung 2015 bezeichneten sich 44,2 % als römisch-katholisch und 24,1 % als reformiert; 31,7 % waren konfessionslos oder gehörten anderen Glaubensrichtungen an. 94,6 % gaben bei der Volkszählung 2000 Deutsch als ihre Hauptsprache an sowie je 1,0 % Italienisch und Englisch.

## Politik und Recht
Die Versammlung der Stimmberechtigten, die Gemeindeversammlung, übt die Legislativgewalt aus. Ausführende Behörde ist der fünfköpfige Gemeinderat. Er wird im Majorzverfahren vom Volk gewählt, seine Amtsdauer beträgt vier Jahre. Der Gemeinderat führt und repräsentiert die Gemeinde. Dazu vollzieht er die Beschlüsse der Gemeindeversammlung und die Aufgaben, die ihm vom Kanton zugeteilt wurden. Für Rechtsstreitigkeiten ist in erster Instanz das Bezirksgericht Bremgarten zuständig. Unterlunkhofen gehört zum Friedensrichterkreis VII (Bremgarten).

## Wirtschaft
In Unterlunkhofen gibt es gemäss der im Jahr 2015 erhobenen Statistik der Unternehmensstruktur (STATENT) rund 280 Arbeitsplätze, davon 17 % in der Landwirtschaft, 39 % in der Industrie und 44 % im Dienstleistungssektor. Viele Erwerbstätige sind Wegpendler und arbeiten entweder in der Region Bremgarten oder in den Agglomerationen von Zürich und Zug.

## Verkehr
Unterlunkhofen liegt an der Kantonsstrasse 262 zwischen Bremgarten und Affoltern am Albis, eine Brücke führt über die Reuss nach Rottenschwil. Im Jahr 2008 wurde die Autobahn A4 durch Affoltern am Albis und Birmensdorf eröffnet, wodurch sich die Verkehrsanbindung zum Grossraum Zug und Luzern verbessert hat. Durch das Dorf führen zwei Postautolinien, von Bremgarten nach Jonen sowie von Muri nach Zürich (Bahnhof Wiedikon).

## Bildung
Die Gemeinde verfügt über einen Kindergarten und ein Schulhaus, in dem die Primarschule unterrichtet wird. Die Sekundarschule und die Realschule können in Jonen besucht werden, die Bezirksschule in Bremgarten. Das nächstgelegene Gymnasium ist die Kantonsschule Wohlen.